# ادبیات پرتغالی
آغاز ادبیات پرتغالی به شعر پرتغالی گالیسی قرون وسطی که در اصل در اسپانیا و شمال پرتغال تکامل یافت برمیگردد. رنسانس با نوشته‌های گیل ویسنته و به خصوص شاعر حماسی لوئیس دکاموئش نویسنده ملی و حماسی شعر لوسیادها عصر طلایی آن است. روند ادبی در قرن بیستم به‌طور عمده توسط فرناندو پسوآ که عنوان یکی از بزرگترین شاعران ملی شناخته می‌شود و در سالهای بعد با توسعه نثر داستانی توسط برخی نویسندگان مانند آنتونیو لوبو آنتونش و ژوزه ساراماگو برنده جایزه نوبل ادبیات ادامه یافت.